# 卡尔宁
卡尔宁是德国梅克伦堡-前波莫瑞州的一个市镇。总面积12.42平方公里，总人口213人，其中男性116人，女性97人（2011年12月31日），人口密度17人/平方公里。